# Militärwesen der Azteken
Dieser Artikel behandelt das Militärwesen der Azteken.

## Armee und Gesellschaft
Die aztekische Gesellschaft war in Kasten eingeteilt. Ähnlich wie die Priesterkaste genoss die Kriegerkaste hohes Ansehen. Es gab kein stehendes Heer, aber alle Azteken im wehrfähigen Alter waren zum Kriegsdienst verpflichtet. So standen im Falle eines Krieges immer genug Männer zur Verfügung. Doch es gab auch berufsmäßige Krieger, die danach strebten, in der Gesellschaft höher aufzusteigen. Sie erhielten eine militärische Ausbildung und wurden bestimmten Prüfungen unterzogen. Jeder Azteke, egal ob Händler, Handwerker oder Bauer, konnte auf diese Art gesellschaftlich aufsteigen. Wenn sich ein Krieger jedoch einer Verfehlung schuldig gemacht hatte, wurde er auch strenger bestraft als ein Bauer. Für den Krieger gab es meistens die Strafe des persönlichen Opfers für die Götter, während ein Bauer nur seine Freiheit verlor und zum Sklaven gemacht wurde.

## Einteilung und Rang

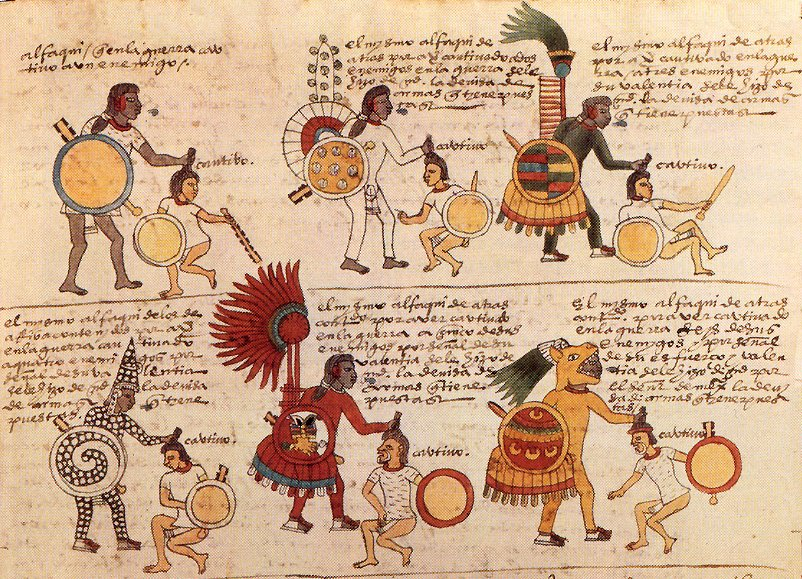
Das Bild zeigt die Kleidung und den Federschmuck der militärischen Ränge (bürgerliche Krieger)

Das Heer war gut organisiert. Die größten Einheiten schlossen sich in Calpultin zusammen (Einzahl Calpulli). Das war eine Gebietseinheit, ähnlich einer Kompanie. In Tenochtitlán waren 20 Calpultin stationiert. Sie waren zusammengefasst in vier größere Einheiten und wurden von den Verwandten des Tlatoani (Kaiser) geführt. Andere kleinere Einheiten des aztekischen Heeres hatten Stärken von jeweils 800, 400 oder 200 Kriegern.
Sie wurden von adeligen Offizieren geführt. Auch gab es besondere militärische Eliteeinheiten, wie die Adler- und Jaguarkrieger. Diese konnte man in der Schlacht leicht an ihrer Kleidung aus Baumwolle, den Zeichen von Huitzilopochtli auf ihren Schilden, den Adlerfedern oder dem Fell des Jaguars erkennen.
Die Otomi (Otontin) waren eine weitere Kriegerkaste, die für ihre starke Kampfkraft berühmt war.
Daneben gab es die „Geschorenen“ (Cuachicqueh). Sie waren die renommierteste Kriegergesellschaft und hatten sich die Köpfe, bis auf einen langen Zopf über dem linken Ohr, kahl rasiert. Ihre Schädel und Gesichter malten sie blau und rot oder gelb an. Sie hatten öffentlich geschworen, während des Kampfes keinen Schritt zurückzugehen.
Obwohl die Mexica keine Uniformen gebrauchten, konnte man die militärischen Einheiten an den jeweiligen Federn derselben Farbe erkennen. Die Offiziere waren in der Schlacht durch ihren besonders auffälligen Putz und ihrer außergewöhnlich langen Holzstandarte (Pamitl) mit dem Federbusch und der Fahne zu erkennen. Anhand ihrer Gestaltung und Farbe konnten die Krieger so ihre Anführer stets im Auge behalten. Diese Standarte befestigten sie an ihrem Rücken, damit sie ihnen nicht hinderlich wurde. So war es leichter für sie, im Kampf Gefangene zu machen.

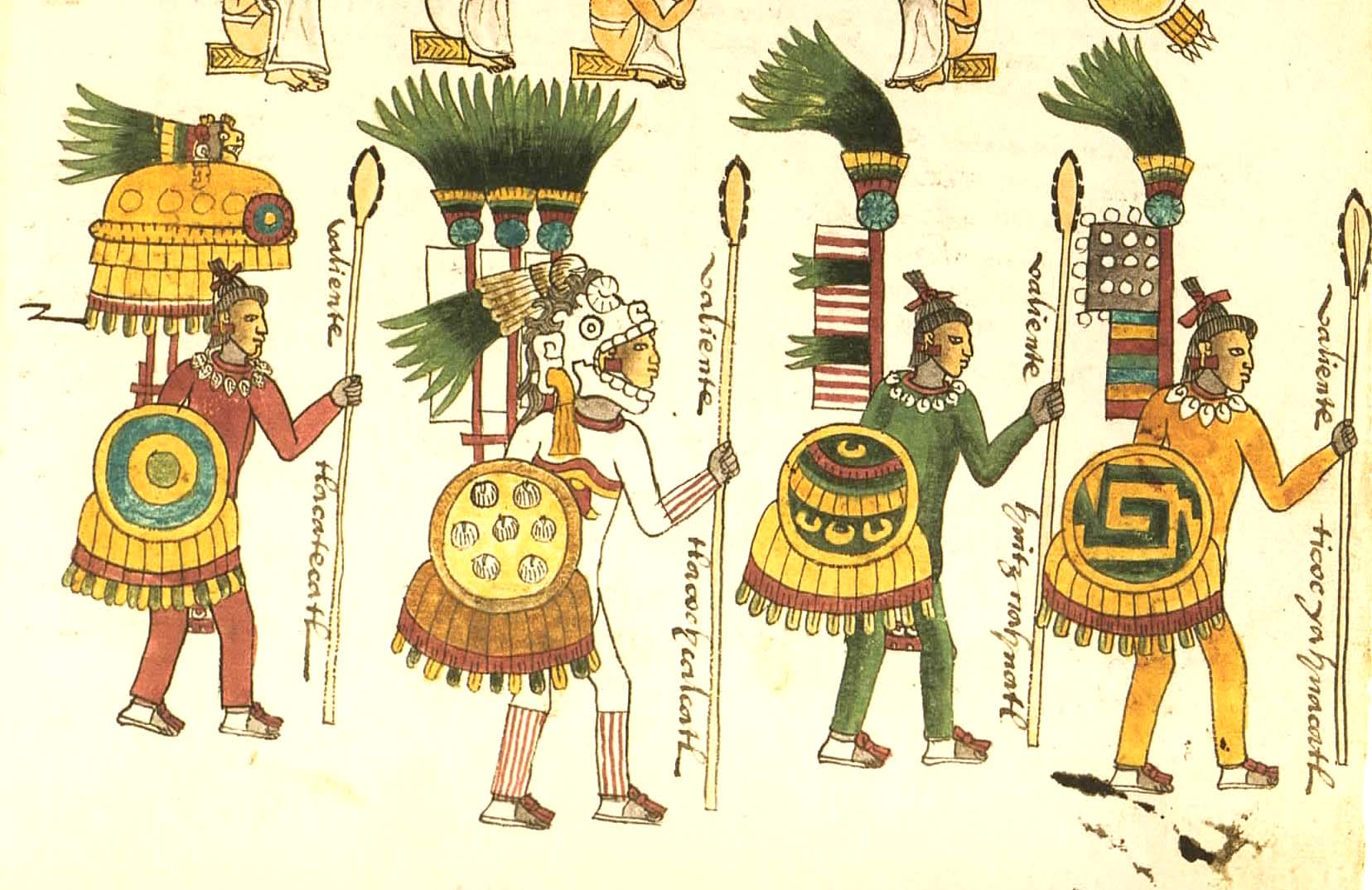
Das Bild zeigt die Kleidung und den Federschmuck der militärischen Ränge. (adlige Offiziere)

Es gab sechs Ränge für die bürgerlichen Krieger, die den militärischen und gesellschaftlichen Aufstieg symbolisierten.
Zu erkennen waren diese Ränge an der immer aufwendigeren Kleidung der Krieger.
Während ein Krieger, der erst einen Gefangenen gemacht hatte, in heller Kleidung und ohne aufwendige Rangabzeichen kämpfen musste, durfte ein Krieger, der bereits sechs Gegner gefangen hatte, einen gelben Tlahuiztli tragen. Dieses Kleidungsstück war aus dem Fell eines Pumas hergestellt. Einem derartigen Krieger wurde auch der geschnitzte Helm aus Hartholz zuerkannt.

## Kleidung und Schutz
Die aztekischen Krieger trugen stark gepolsterte Koller. Das Gewebe war mit einer Lake gehärtet und hieß Ichcahuipilli.
Es bestand aus Baumwoll- und Agavenfasern und konnte den ganzen Körper oder auch nur den Oberkörper und den Bauch bedecken. Diese „Rüstung“ war so dick wie zwei Finger und ausreichend, die Krieger vor Pfeilen und anderen Wurfgeschossen zu schützen. Dazu kam der runde Schild (Chimalli) aus Holz oder geflochtenen Fasern. Manche Schilde waren aus sehr dicker Baumwolle und ließen sich für den Marsch zusammenrollen. Es gab auch prächtige geschmückte Schilde (māhuizzoh chimalli), die mit vielen Federn verziert waren. Für den Krieg putzten sich die Krieger festlich heraus. Sie schmückten sich mit einer kunstvollen Kriegsbemalung und mit vielen schönen Federn. Manche trugen geschnitzte Helme aus Hartholz auf dem Kopf, welche verschiedene Tiere symbolisierten.

## Bewaffnung
Die Schmiedekunst beherrschten die Azteken nicht. Deshalb waren ihre Waffen aus Holz, Stein und Obsidian hergestellt.
Als Angriffswaffen benutzen sie Speere, die sie mit Hilfe einer Speerschleuder, dem Atlatl, warfen. Sie trugen jedoch auch eine schwere Lanze, die Tepoztopilli. Ihre Spitze war mit Obsidianklingen versehen. Neben dem kurzen Obsidianschwert (Maquahuitl) wurden auch lange Schwerter dieser Art verwendet. Sie wurden mit beiden Händen gehalten, waren jedoch nicht so lang wie die Hellebarden der Europäer. Keulen und Beile verwendeten sie nur im Nahkampf. Eine wichtige Fernwaffe war die Schleuder (Tematlatl) aus Leder oder Pflanzenfasern. Damit konnten die Krieger bis zu faustgroße Steine über große Entfernungen zielgenau und mit großer Wucht abschießen. Daneben wurden auch Pfeil (Mitl) und Bogen (Tlahuitolli) verwendet. Diese Fernwaffe hatte die größte Reichweite, war sehr treffsicher, hatte jedoch nicht die Durchschlagskraft einer Lanze oder eines Speers.